# Вольфах
Вольфах (нем. Wolfach) — город в Германии, районный центр, расположен в земле Баден-Вюртемберг. 
Подчинён административному округу Фрайбург. Входит в состав района Ортенау.  Население составляет 5825 человек (на 31 декабря 2010 года). Занимает площадь 67,99 км². Официальный код  —  08 3 17 145.
Город подразделяется на 3 городских района.

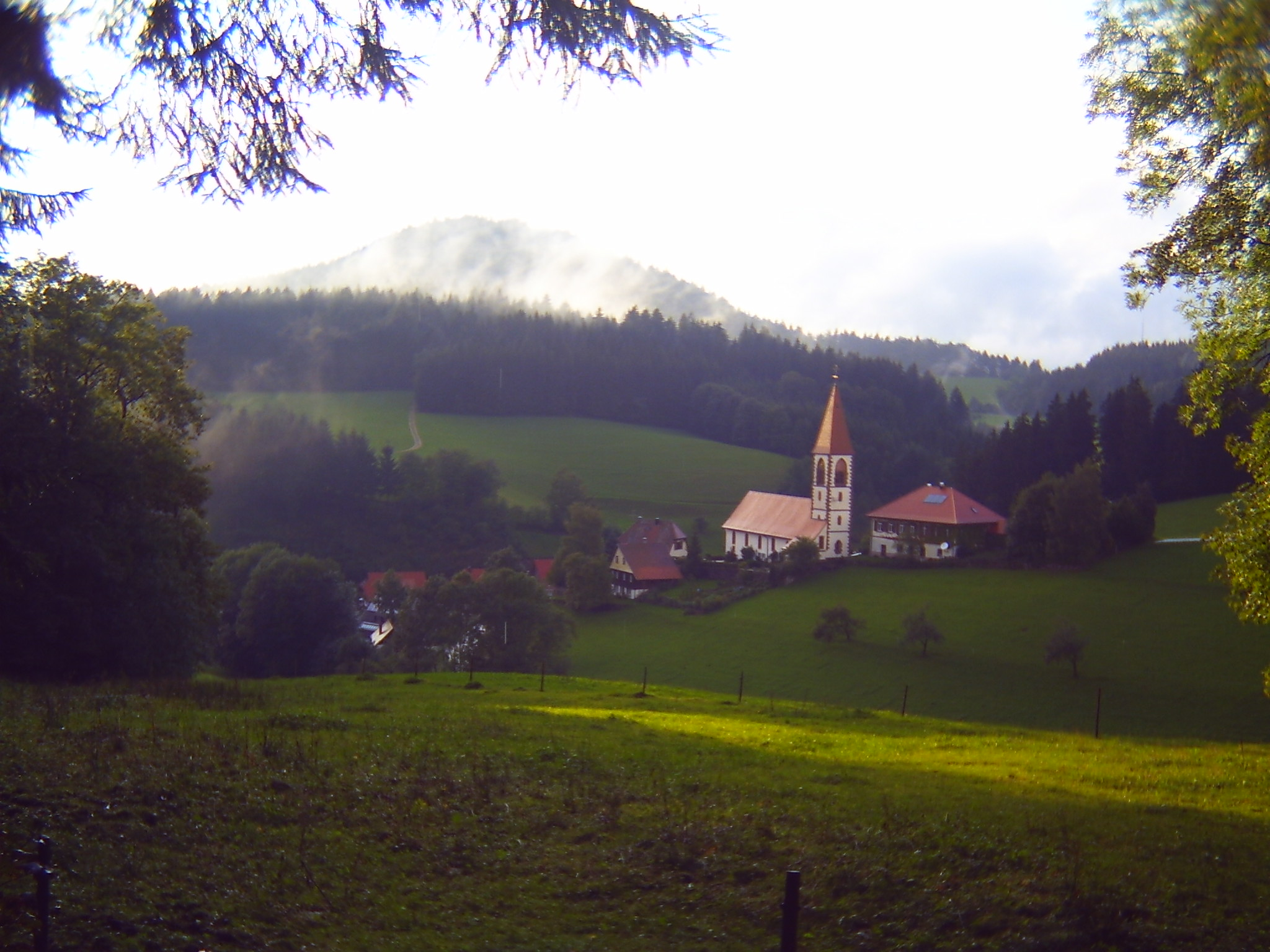
Церковь

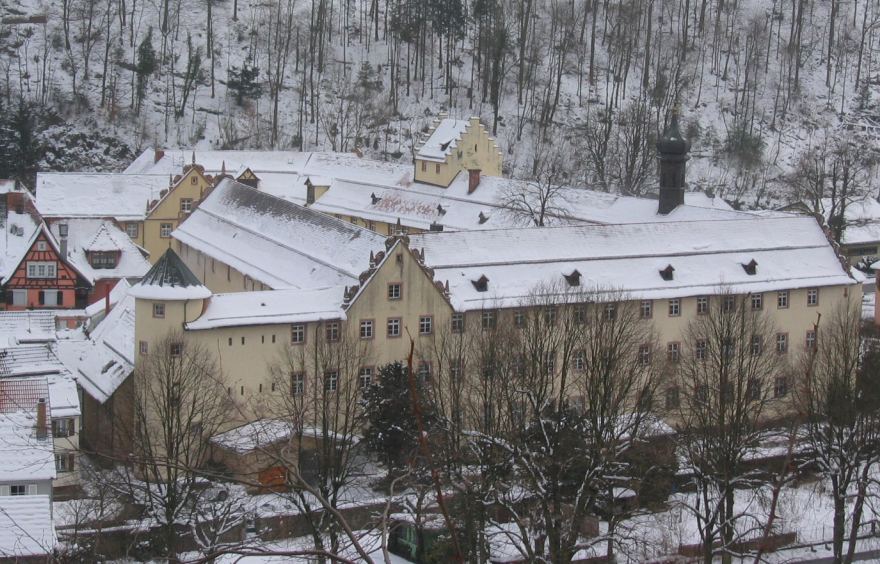
Замок